# Романов, Павел Васильевич
Па́вел Васи́льевич Рома́нов (22 мая 1964 — 9 июня 2014) — российский социолог, доктор социологических наук, профессор кафедры социально-экономических систем и социальной политики Национального исследовательского университета «Высшая школа экономики»; главный редактор Журнала исследований социальной политики; директор Центра социальной политики и гендерных исследований. Один из наиболее авторитетных российских исследователей в русле социологии организаций, социальной политики, социологии профессий, этнографического метода в социологии.

## Биография
Родился в городе Куйбышев (ныне Самара) в семье инженеров. После окончания школы в течение года работал на металлургическом заводе имени В. И. Ленина — «Металлурге», что в дальнейшем, по собственному признанию П. В. Романова, определило сферу его научных интересов в качестве социолога-исследователя. В 1984 году трудился в летнем стационаре Лимнологического института в Иркутске в должности «рабочий по науке».
Интерес к социологии и психологии возник достаточно рано, однако выбор специальности был сделан в пользу биологического факультета Куйбышевского государственного университета. За время обучения в университете участвовал в дискуссионных клубах, творческих группах по психологии и социологии; его интерес к социальным дисциплинам окреп.
В 1985—1987 годах участвовал в Школе молодого социолога, познакомился с Б. Г. Тукумцевым, О. К. Самарцевой, А. С. Готлиб, начал проводить первые эмпирические исследования. После окончания университета в 1989 году начал работу в качестве научного сотрудника социологической лаборатории Самарского государственного педагогического университета под руководством И. М. Козиной.
В 1993—1998 годах работал в проектах «Перестройка управления и трудовых отношений на промышленных предприятиях России» под руководством профессора Уорикского университета (Великобритания) Саймона Кларка. Входил в межрегиональный Институт сравнительных исследований трудовых отношений (ИСИТО), участвовал в полевых исследованиях, стажировках, научных семинарах и подготовке публикаций по проектам.
В 1993—1996 годах в рамках проекта ТЕМПУС под руководством проф. С. Кларка и С. Е. Кухтерина, разработал, а затем читал принципиально новые учебные курсы «Социология менеджмента» и «Качественные исследования» в Центре социологического образования ИС РАН в Москве (ЦСПО ИС РАН, 1995—2011), «Антропология организаций» в Саратовском государственном техническом университете (СГТУ, 2000—2011), «Менеджмент проектов» в Московской высшей школе социальных и экономических наук (МВШСЭН, 2003—2007), «Теория организаций» в Государственном университете «Высшая школа экономики» (ГУ ВШЭ, 2008—2010), «Корпоративная социальная политика» в Национальном исследовательском университете «Высшая школа экономики» (НИУ ВШЭ, 2010—2014).
С 1995 учился в аспирантуре Института социологии РАН под научным руководством профессора Г. С. Батыгина. В 1997 году получил степень кандидата социологических наук по специальности 22.00.01 — Теория, методология и история социологии (Институт Социологии РАН, Москва, тема диссертации «Этнографический метод в социологии»).
С 1996 совместно с Е. Р. Ярской-Смирновой создавал Центр гендерных исследований как сетевую межрегиональную организацию на правах временного творческого коллектива.
1998 — стипендиат программы Фулбрайт, стажировка в Университете Северной Каролины (г. Чапелл Хилл, США).
В 2000 году успешно защитил докторскую диссертацию по социологии на тему «Менеджмент как форма социальной практики», специальность 22.00.08 — Социология управления (Саратов, Саратовский государственный технический университет).
С 2000 по 2007 (с 2007 по 2011 по совместительству) — профессор кафедры социальной антропологии и социальной работы Саратовского государственного технического университета. Совместно с Е. Р. Ярской-Смирновой, В. Н. Ярской и Т. И. Черняевой открыл образовательную программу «Социальная антропология», развивая ей концепцию в русле интерпретативной теоретической перспективы социальной антропологии и качественной социологии.
С 2003 по 2007 год — профессор Московской высшей школы социальных и экономических наук.
С 2003 года — директор Автономной некоммерческой научно-исследовательской организации Центр социальной политики и гендерных исследований, соредактор Журнала исследований социальной политики.
С 2007 по 2009 (с 2008 на полную ставку) профессор факультета менеджмента ГУ ВШЭ. В 2010—2014 годах — профессор кафедры Социально-экономических систем и социальной политики НИУ ВШЭ, главный редактор Журнала исследований социальной политики, член Российского Общества Социологов (РОС), Международной социологической ассоциации (ISA), Европейской социологической ассоциации (ESA), Европейской сети по изучению социальной политики EspaNET.
Ушёл из жизни 9 июня 2014 года.

## Профессиональные интересы
Социальная политика, социальная история, трудовые отношения, социология и антропология профессий, организаций, менеджмента, визуальные исследования, методы социологических исследований, экономическая антропология, гендерные исследования.

## Преподавательская деятельность
Учебные курсы:
- Организационная антропология (СГТУ)
- Экономическая антропология (СГТУ)
- Социальный менеджмент (СГТУ)
- Качественные методы социологических исследований (ЦСПО ИС РАН; СГТУ)
- Социология менеджмента (ЦСПО ИС РАН)
- Социология здоровья (ЦСПО ИС РАН)
- Менеджмент социальных проектов (МВШСЭН)
- Сравнительная социальная политика (МВШСЭН)
- Теория организаций (НИУ ВШЭ)
- Корпоративная социальная политика (НИУ ВШЭ)
- Научный семинар «Социология публичной сферы и социальных коммуникаций» (НИУ ВШЭ)
- Социальная политика (СГТУ, НИУ ВШЭ)

Читал открытые лекции в российских и зарубежных университетах, преподавал на международных летних школах.
Научный руководитель диссертационных исследований на соискание учёной степени кандидата наук:
- Иванова Е. Н. Профессионализация интернет-журналистики в блогосфере, Москва, НИУ «Высшая школа экономики», 2011 г.
- Присяжнюк Д. И. Трансформация профессии врача в условиях реформы здравоохранения, Москва, НИУ «Высшая школа экономики», 2012 г.
- Садыков Р. А. Особенности социального положения и профессионализации врачей альтернативной медицины (на примере врачей-гомеопатов), Москва, НИУ «Высшая школа экономики», 2013 г.
- Любимова А. Д. Социокультурные представления о формальных и неформальных практиках социальной поддержки монородительских семей, Саратов, СГТУ имени Гагарина Ю. А., 2013 г.[3]
- Сельченок А. К. Специалисты по социальной работе в России: динамика статуса и структуры профессиональной группы, Саратов, СГТУ имени Гагарина Ю. А., 2015 г.

Под руководством П. В. Романова были защищены выпускные квалификационные работы студентов факультета социологии Высшей школы экономики:
- Романов Д. С. «Факторы, влияющие на выбор покера в качестве основной формы заработка», квалификационная работа, бакалавриат. Москва, НИУ «Высшая школа экономики», 2013 г.
- Квятковский Е. Б. «Риторика социальной ответственности в PR публикациях российских атомно-энергетических компаний на примере государственной корпорации по атомной энергии „Росатом“», магистерская диссертация. Москва, НИУ «Высшая школа экономики», 2013 г.

## Научно-исследовательская деятельность
Выдвинул концепцию промышленного патернализма, представляющего особую практику управления, основанную на системе взаимных ожиданий и действий со стороны менеджмента и работников организации. Изучал специфику низовой организации промышленного производства и социальных служб.
Развивал научное направление — антропология и социология профессий. Адаптируя неовеберианскую теоретическую перспективу к российским реалиям, исследовал идеологию профессионализма, воплощение социальной политики в повседневности социальных служб, режимы социального государства, проблемы социальной инклюзии, гендера, инвалидности, социального неравенства и бедности, прав человека.
Один из первых российских социологов, применивших феноменологический подход, качественные, визуальные методы к исследованиям социальной политики.
Реализовал десятки индивидуальных и коллективных научно-исследовательских проектов, в том числе, выступая их руководителем, при поддержке грантов РГНФ, РФФИ, НИУ ВШЭ, Европейской Комиссии, CAF, Независимого института социальной политики, Московского общественного научного фонда, фонда Хамовники, IREX-Диалог, фондов Форда, Джона Д. и Кэтрин Т. Макартуров и др., по заказам органов местного самоуправления, министерства социального развития, в рамках конкурсов на государственный заказ.

## Общественная работа
2008—2012 — первый федеральный вице-президент Российского общества социологов (РОС);
С 2006 — член исполнительного комитета Сети по социологии профессий Европейской социологической Ассоциации;
С 2010 — член диссертационного совета по социологии НИУ ВШЭ;
2001—2013 — член диссертационного совета Д 212.242.03 по социологии при Саратовском государственном техническом университете.
Выступал в качестве эксперта по приглашению печатных и электронных СМИ, на телевидении, в новостных и авторских телепрограммах, передачах и фильмах.
Принимал участие в обсуждении профессиональных стандартов специалиста по социальной работе в Общественной Палате РФ, системы реабилитационных услуг для людей с инвалидностью в Министерстве социального развития РФ и др.